# 邁亞
迈亚（古希腊语：Μαῖα，可能意为“乳母”或“接生婆”）希腊神话中的一个女神，諸神差使赫耳墨斯的母亲。

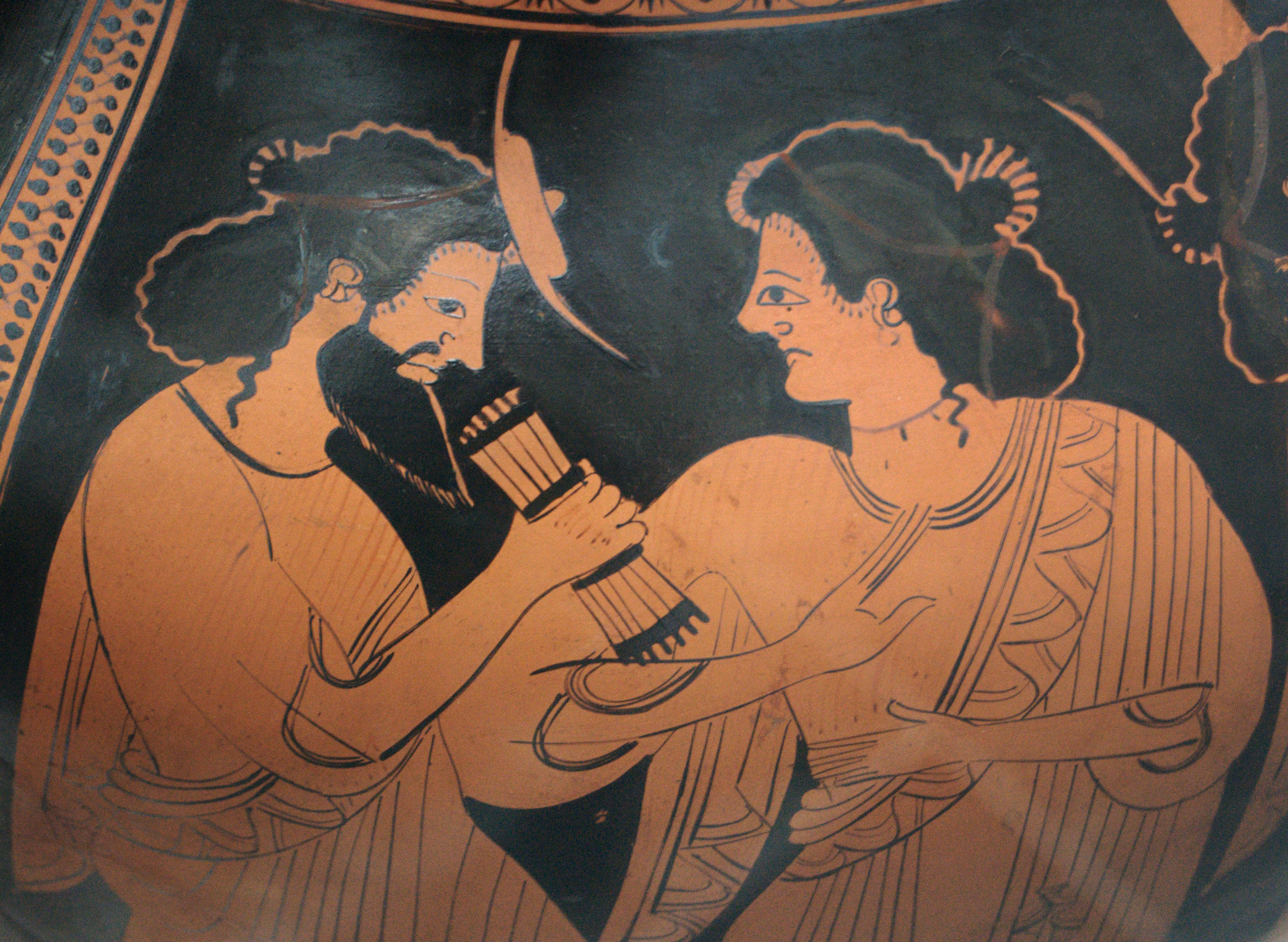
邁亞和荷米斯

根据神话，迈亚是泰坦神阿特拉斯的女儿，母亲为普勒俄涅。阿特拉斯与普勒俄涅生了七个女儿，俱为山林仙女，称为普勒阿得斯姊妹，迈亚为其中最年长者。普勒阿得斯都住在阿耳卡狄亚地区的库勒涅山，因此有时她们也被归于俄瑞阿得斯（山岳神女）之列。西摩尼得斯称迈亚为“有明亮黑眼睛的山之迈亚”。
迈亚同其他普勒阿得斯一起受到俄里翁的疯狂追求，被迫变成了鸽子。在希腊神话的众神谱系中，迈亚占有一个重要位置：她同宙斯结合，生了赫耳墨斯。根据荷马颂歌，宙斯是在库勒涅山的山洞里诱奸了迈亚。
迈亚的名字可能来自希腊语“乳母”，这说明她原本是一位掌管哺育婴儿的神祇。在神话中，迈亚除了自己的孩子赫耳墨斯以外，还哺育过宙斯与卡利斯托的儿子阿卡斯。
迈亚最后与其他普勒阿得斯一起变成了天空中的昴星团（七姊妹）。

## 资料来源
- 《世界神话辞典》，辽宁人民出版社，ISBN 7-205-00960-X。
- 《古希腊罗马神话鉴赏辞典》，吉林出版社，ISBN 7-206-04846-3。
- 《古典神话人物词典》，艾德里安·鲁姆著，外语教学与研究出版社，ISBN 978-7-5600-6218-1。